# 원 (기하학)

원

기하학에서, 원(圓, 영어: circle)은 주어진 점에 이르는 거리가 일정한 점들로 이루어진 평면 도형이다. 주어진 한 점을 원의 중심이라고 한다. 중심과 원 위의 점 사이의 거리를 원의 반지름이라고 한다. 원이 둘러싸는 평면 영역을 원판이라고 한다.
원은 이차 곡선의 일종인 타원에서 이심률이 0인 경우이다. 이심률은 아핀 기하학적 성질이 아니므로, 원은 타원과 달리 아핀 변환에 의하여 보존되지 않는다.
역사 시대 이전부터 원은 인류에게 익숙한 개념이었다. 원은 보름달이나 둥근 과일의 단면에서처럼 자연적으로 흔하게 찾아볼 수 있다. 인류 역사의 중요한 발명 중 하나인 바퀴도 원의 모양을 이용한 것이며, 톱니바퀴 등의 발명은 현대 공학의 주축이 되었다. 수학에서, 원에 대한 연구는 기하학과 천문학, 미적분학 등의 발전에 기여하였다.

## 용어

현, 지름, 반지름, 할선, 접선

호, 활꼴, 부채꼴

원과 관련된 기본적인 용어들은 다음과 같다.
- 단위원: 반지름이 1인 원
- 동심원: 중심이 같은 두 원
- 반원: 중심각이 평각인 부채꼴(활꼴)
- 반지름: 원의 중심과 그 원 위의 점을 잇는 선분 또는 그 선분의 길이. 반지름의 길이는 지름의 2분의 1이다.
- 부채꼴: 두 개의 반지름과 하나의 호로 둘러싸인 영역
- 사분원: 중심각이 직각인 부채꼴
- 원주: 원의 둘레
- 원주각: 한 끝점을 공유하는 두 현이 원 내부에서 이루는 각. 크기는 이에 대응하는 중심각의 1/2이다.
- 원판: 원으로 둘러싸인 도형
- 원환: 두 동심원으로 둘러싸인 도형
- 접선: 원과 한 점에서 만나는 직선
- 접현각: 원의 현과 현의 한 끝점에서의 접선이 이루는 각
- 중심: 원 위의 임의의 점에 이르는 거리가 일정한 그 원을 포함하는 평면 위의 점
- 중심각: 호의 두 끝점을 지나는 반지름이 호와 같은 쪽에서 이루는 각. 크기는 이에 대응하는 원주각의 2배이다.
- 지름: 원의 중심을 지나는 현 또는 그 길이. 길이는 반지름의 2배이다.
- 켤레호: 원의 합하여 원주 전체를 이루는 두 호
- 할선: 원과 두 점에서 만나는 직선
- 현: 원 위의 두 점을 잇는 선분
- 호: 원의 일부가 되는 곡선
- 활꼴: 같은 끝점을 갖는 호와 현으로 둘러싸인 영역
- 시: 할선의 중점을 수선의 발로 하는 선

## 역사
기원전 5세기경 안티폰은 정다각형의 변 수를 계속 늘려가면 결국엔 원이 된다고 생각했다. 이에 15세기 독일의 신학자 니콜라우스는 아무리 변을 늘려도 원이 될 수는 없다는 사상으로 반박했다.

## 해석 기하학

### 둘레와 넓이

원의 넓이는 색칠된 정사각형의 넓이의 π배이다.

반지름이 인 원은 작은 부채꼴들로 쪼개어 가로 길이, 세로 길이 의 직사각형으로 근사할 수 있다.

원의 둘레와 지름의 비는 일정하다. 반지름이 {\displaystyle r}(즉 지름이 {\displaystyle d=2r})인 원의 둘레는
{\displaystyle C=2\pi r=\pi d}
이다. 여기서 {\displaystyle \pi }는 원주율이다. 이는 약 3.1415…를 값으로 하는 초월수이다.
반지름이 {\displaystyle r}인(즉 지름이 {\displaystyle d=2r}, 둘레가 {\displaystyle C=2\pi r})인 원(으로 둘러싸인 영역)의 넓이는
{\displaystyle A=\pi r^{2}={\frac {\pi d^{2}}{4}}={\frac {C^{2}}{4\pi }}}
이다. 등주 부등식에 따르면, 이는 둘레가 {\displaystyle C}인 폐곡선으로 둘러싸인 영역이 가질 수 있는 최대 넓이이다. 즉, 길이가 일정한 끈은 원 모양일 때 가장 넓은 영역을 감싼다.

### 방정식

#### 데카르트 좌표계

중심이 이고 반지름이 3인 원

2차원 데카르트 좌표계 위의 중심이 {\displaystyle (a,b)}이고 반지름이 {\displaystyle r}인 원의 방정식은
{\displaystyle (x-a)^{2}+(y-b)^{2}=r^{2}}
이다.:22, §3 이는 피타고라스 정리를 통해 유도된다.
2차원 데카르트 좌표계 위의 원의 방정식의 일반적인 꼴은
{\displaystyle x^{2}+y^{2}+dx+ey+f=0}
이다. 단, {\displaystyle d,e,f}는 실수이며,
{\displaystyle d^{2}+e^{2}-f>0}
이어야 한다.:23, §3.2 좌변은 반지름의 4배에 대응하며, 0인 경우 한원소 집합이 되고 (점원, 영어: point circle), 0보다 작은 경우 공집합이 된다 (허원, 영어: imaginary circle).:24, §3.2, Example 3.2
평면 위의 모든 원은 적절한 데카르트 좌표계를 취했을 때
{\displaystyle x^{2}+y^{2}=r^{2}}
와 같은 표준적인 방정식으로 표현된다. 단, {\displaystyle r>0}이어야 한다. 이러한 꼴의 방정식을 얻으려면 원의 중심을 좌표계의 원점으로 삼기만 하면 된다.
2차원 데카르트 좌표계 위의 중심이 {\displaystyle (a,b)}이고 반지름이 {\displaystyle r}인 원은 다음과 같은 매개변수 방정식을 갖는다.:23, §3.2, (3.5)
{\displaystyle {\begin{matrix}x=a+r\cos t\\y=b+r\sin t\end{matrix}}\qquad (0\leq t<2\pi )}
여기서 {\displaystyle \cos ,\sin }은 각각 코사인 함수와 사인 함수이고, {\displaystyle t}는 매개 변수이다.

#### 극좌표계
데카르트 좌표 {\displaystyle (x,y)} 대신 극좌표 {\displaystyle (r,\theta )}를 사용할 수도 있다. 즉, 극좌표계 위의 중심이 {\displaystyle (r_{0},\theta _{0})}이고 반지름이 {\displaystyle R}인 원의 방정식은
{\displaystyle r^{2}-2rr_{0}\cos(\theta -\theta _{0})+r_{0}^{2}=R^{2}}
이다.

#### 복소평면
데카르트 좌표나 극좌표를 복소수 {\displaystyle z}로 대신하면, 원과 직선의 통일된 방정식을 얻을 수 있다.
복소평면 위에서, 중심이 {\displaystyle z_{0}}이고 반지름이 {\displaystyle r>0}인 원의 방정식은
{\displaystyle |z-z_{0}|=r}
이다. 여기서 {\displaystyle |\cdot |}는 복소수의 절댓값이다.
또한 복소평면 위의 원의 방정식의 일반적인 꼴은
{\displaystyle Az{\bar {z}}+{\bar {B}}z+B{\bar {z}}+C=0}
이다. 여기서 {\displaystyle {\bar {}}}는 켤레 복소수이다. 단, {\displaystyle A,C}는 실수이고, {\displaystyle B}는 복소수이며,
{\displaystyle |B|^{2}-AC>0}
{\displaystyle A\neq 0}
이어야 한다. 또한, {\displaystyle A\neq 0} 대신 {\displaystyle A=0}을 취하고 다른 조건을 그대로 두면 복소평면 위의 직선의 방정식의 일반적인 꼴을 얻는다. 즉, {\displaystyle A\neq 0}이라는 조건을 제거하고 다른 조건을 그대로 두면 일반화 원의 방정식의 일반적인 꼴을 얻는다.

### 접선의 방정식
2차원 데카르트 좌표계 위에서, 원
{\displaystyle (x-a)^{2}+(y-b)^{2}=r^{2}}
의 {\displaystyle (x_{0},y_{0})}을 접점으로 하는 접선의 방정식은
{\displaystyle (x_{0}-a)(x-a)+(y_{0}-b)(y-b)=r^{2}}
이다.
원
{\displaystyle (x-a)^{2}+(y-b)^{2}=r^{2}}
의 기울기가 {\displaystyle m}인 접선의 방정식은
{\displaystyle y-b=m(x-a)\pm r{\sqrt {m^{2}+1}}}
이다.

## 종합 기하학

### 대칭

두 원의 외분 닮음 중심과 내분 닮음 중심
세 비공선접을 지나는 유일한 원

- 원은 지름에 대한 반사와 원의 중심에 대한 회전에 대하여 대칭이다.[2]:227, §20.1, Theorem 20.3
  - 즉, 원의 대칭군은 2차원 직교군 {\displaystyle \operatorname {O} (2,\mathbb {R} )}이다.
- 임의의 두 원은 서로 중심 닮음이며, 동심원이 아닐 경우 두 원의 중심을 잇는 선분의 반지름의 비에 따른 외분점 및 내분점을 닮음 중심으로 갖는다.[3]:19, §25
- 반지름의 길이가 같은 모든 원은 서로 합동이다.[4]:23, §1F
- 공선점이 아닌 세 점을 지나는 원은 항상 유일하게 존재한다.[4]:23, §1F, Theorem 1.15
  - 즉, 모든 삼각형의 외접원은 유일하게 존재한다.
  - 즉, 임의의 세 점을 지나는 사영 기하학적 “원”은 항상 유일하게 존재한다.

### 호와 현
- 현의 수직 이등분선은 원의 중심을 지난다.[2]:227, §20.1, Theorem 20.2
  - 즉, 현에 수직인 지름은 현을 이등분한다.[2]:227, §20.1, Theorem 20.2
  - 즉, 지름이 아닌 현을 이등분하는 지름은 현에 수직이다.[2]:227, §20.1, Theorem 20.2
- 지름은 원의 가장 긴 현이다.[4]:23, §1F
- (방멱 정리) 원 위에 있지 않은 점 {\displaystyle P}를 지나는 두 직선 가운데 하나는 원과 점 {\displaystyle A}와 {\displaystyle B}에서 만나고, 다른 하나는 원과 점 {\displaystyle C}와 {\displaystyle D}에서 만난다고 하면, {\displaystyle PA\cdot PB=PC\cdot PD}이다.[4]:47, §1H, Theorem 1.35
- 원 위의 점과 현 사이의 거리와 지름의 곱은 점과 현의 양 끝점 사이의 거리의 곱과 같다.[3]:71, §101

### 원과 직선의 위치 관계
평면 위의 원과 직선의 위치 관계는 원의 중심에서 직선까지의 거리 {\displaystyle d}와 원의 반지름 {\displaystyle r}의 대소 관계에 따라 다음과 같은 경우로 나뉜다.
- 만약 {\displaystyle d>r}라면, 원과 직선은 만나지 않는다.
- 만약 {\displaystyle d=r}라면, 원과 직선은 한 점에서 만난다. 즉, 직선은 원의 접선이다.
- 만약 {\displaystyle d<r}라면, 원과 직선은 두 점에서 만난다. 즉, 직선은 원의 할선이다.

### 두 원의 위치 관계
두 원의 위치 관계는 두 원의 반지름 {\displaystyle R,r}와 두 중심 사이의 거리 {\displaystyle d}에 따라 다음과 같은 경우로 나뉜다.
- 만약 {\displaystyle d>R+r}이거나 {\displaystyle d<|R-r|}라면, 두 원은 만나지 않는다.
  - 만약 {\displaystyle d>R+r}라면, 두 원은 서로의 외부에 놓이며, 교점을 가지지 않는다.
  - 만약 {\displaystyle d<|R-r|}라면, 작은 원은 큰 원의 내부에 놓이며, 교점을 가지지 않는다.
- 만약 {\displaystyle d=R+r}이거나 {\displaystyle d=|R-r|}라면, 두 원은 한 점에서 만난다. 즉, 두 원은 서로 접한다.
  - 만약 {\displaystyle d=R+r}라면, 두 원은 서로의 외부에서 접한다. 즉, 두 원은 외접한다.
  - 만약 {\displaystyle d=|R-r|}라면, 작은 원이 큰 원의 내부에서 큰 원에 접한다. 즉, 두 원은 내접한다.
- 만약 {\displaystyle |R-r|<d<R+r}라면, 두 원은 두 점에서 만난다.

### 중심각과 원주각
- 주어진 호에 대한 원주각의 크기는 그 호에 대한 중심각의 1/2이다.[4]:25, §1F, Theorem 1.16
- 같은 호에 대한 두 원주각의 크기는 서로 같다.[4]:25, §1F
- 켤레호에 대한 두 중심각은 서로 보각이다.
  - 즉, 내접 사각형의 두 대각은 서로 보각이다.[4]:26, §1F, Corollary 1.17
  - 즉, 내접 사각형의 외각의 크기는 내대각과 같다.

- (탈레스 정리) 지름에 대한 원주각은 직각이다.
  - 즉, 삼각형의 외심이 변 위에 있을 필요충분조건은 직각 삼각형이다.[4]:30, §1F, Corollary 1.22
- 원의 두 현이 원 내부에서 이루는 각의 크기는 이 각과 맞꼭지각의 내부에 포함되는 두 호에 대한 중심각의 합의 1/2이다.[4]:27, §1F, Corollary 1.19
- 원의 두 할선이 원 외부에서 이루는 각의 크기는 이 각의 내부에 포함되는 두 호에 대한 중심각의 차의 1/2이다.[4]:27, §1F, Corollary 1.18

### 접선
- 원 위의 한 점을 지나는 원의 접선은 유일하게 존재하고, 이는 이 점을 지나는 반지름에 수직이다.[2]:228, §20.1, Theorem 20.4[4]:30-31, §1F
  - 즉, 반지름의 반지름 끝점에서의 수선은 원에 접한다.[2]:228, §20.1, Theorem 20.4
  - 즉, 원의 접선의 접점에서의 수선은 원의 중심을 지난다.
- 원 외부의 한 점을 지나는 원의 접선은 정확히 2개이고, 이 점과 두 접점 사이의 거리는 같으며, 두 접선이 이루는 각과 두 접점을 지나는 반지름이 이루는 각은 서로 보각이다.
- 원의 접현각의 크기는 현을 기준으로 이와 같은 쪽에 있는 호에 대한 중심각의 1/2이다.[4]:31, §1F, Theorem 1.23
- 원의 접선과 할선이 원 외부에서 이루는 각은 각의 내부에 포함된 두 호의 중심각의 차의 1/2이다.[4]:31, §1F, Corollary 1.24
- 외접하는 두 원의 교점을 지나는 두 공통 할선 사이의 두 현은 서로 평행한다.[4]:31, §1F, Problem 1.25
- (접선에 대한 방멱 정리)원 외부의 점 {\displaystyle P}를 지나는 두 직선 가운데 하나는 원과 {\displaystyle A}와 {\displaystyle B}에서 만나고, 하나는 원에 점 {\displaystyle T}에서 접한다고 하면, {\displaystyle PA\cdot PB=PT^{2}}이다.

### 원의 직교
- 두 원의 교점에서의 두 접선이 서로 수직일 경우 두 원이 서로 직교한다고 한다.[3]:33, §48
- 두 원의 반지름이 {\displaystyle r,r'}이고, 두 중심 사이의 거리가 {\displaystyle d}라고 할 때, 두 원이 서로 직교할 필요충분조건은 {\displaystyle r^{2}+{r'}^{2}=d^{2}}이다.[3]:34, §48
- 주어진 원에 직교하고 중심이 원 외부의 주어진 점인 원은 유일하게 존재한다.[3]:34, §48
- 주어진 원에 직교하고 원의 지름이 아닌 현의 두 끝점을 지나는 원은 유일하게 존재한다.[3]:34, §48

### 내접원, 외접원, 방접원
모든 삼각형은 유일한 내접원 및 외접원과 정확히 3개의 방접원을 갖는다. 그러나, 일반적으로 다각형은 내접원이나 외접원을 가질 필요가 없다. 어떤 다각형이 모든 변에 접하는 원을 가질 경우, 이 다각형을 외접 다각형이라고 한다. 어떤 다각형이 모든 꼭짓점을 지나는 원을 가질 경우, 이 다각형을 내접 다각형이라고 한다. 동시에 외접 다각형이며 내접 다각형인 다각형을 이중중심 다각형이라고 한다. 예를 들어, 모든 삼각형과 모든 정다각형은 이중중심 다각형이다.
주어진 원의 내접 {\displaystyle n}각형 가운데 넓이가 가장 큰 것은 정{\displaystyle n}각형이다.:35, §1G

## 작도

### 공선점이 아닌 세 점을 지나는 원
공선점이 아닌 세 점 {\displaystyle A,B,C}를 지나는 원은 컴퍼스와 자를 사용하여 다음과 같이 작도할 수 있다.
- 선분 {\displaystyle AB}의 수직 이등분선을 그린다.
- 선분 {\displaystyle BC}의 수직 이등분선을 그린다.
- 선분 {\displaystyle AB}와 {\displaystyle BC}의 교점 {\displaystyle O}를 취한다.
- 점 {\displaystyle O}를 중심으로 하고 선분 {\displaystyle OA}를 반지름으로 하는 원을 그린다. 이 경우 원은 점 {\displaystyle A,B,C}를 지난다.

### 원의 중심
주어진 원의 중심은 컴퍼스와 자를 사용하여 다음과 같이 작도할 수 있다.
- 원 위의 두 점 {\displaystyle A,B}을 취한다.
- 선분 {\displaystyle AB}의 점 {\displaystyle B}에서의 수선 {\displaystyle BP}를 그린다.
- 직선 {\displaystyle BP}와 원의 교점 {\displaystyle C}를 취한다. 이 경우 선분 {\displaystyle AC}는 원의 지름이다.
- 또 다른 지름 {\displaystyle A'C'}을 작도한다.
- 선분 {\displaystyle AC}와 {\displaystyle A'C'}의 교점 {\displaystyle O}를 취한다. 이 경우 점 {\displaystyle O}는 원의 중심이다.

### 원적 문제
원적 문제는 주어진 원과 넓이가 같은 정사각형을 컴퍼스와 자로 작도하는 문제를 일컫는다. 이는 원주율 {\displaystyle \pi }가 초월수이고 초월수는 작도 가능한 수가 아니므로 불가능하다.

## 문학
- 에드윈 A. 애보트의 공상 수학 소설 《플랫랜드》에서는 원이 성직자로 출현하며, 평면도형들 중 가장 고귀한 계급으로 여겨진다.

## 같이 보기
- 일각형
- 구
- 원기둥
- 부채꼴
- 컴퍼스
- 원주율
- 하위헌스 원리

## 참고 문헌
1. 1 2 3 4  Gibson, C. G. (2003). 《Elementary Euclidean geometry》 (영어). Cambridge: Cambridge University Press. ISBN 978-0-521-83448-3.
2. 1 2 3 4 5 6  Martin, George E. (1975). 《The Foundations of Geometry and the Non-Euclidean Plane》. Undergraduate Texts in Mathematics (영어). New York, NY: Springer. doi:10.1007/978-1-4612-5725-7. ISBN 978-1-4612-5727-1.
3. 1 2 3 4 5 6  Johnson, Roger A. (1960) [1929]. 《Advanced Euclidean Geometry》 (영어). New York, N. Y.: Dover Publications.
4. 1 2 3 4 5 6 7 8 9 10 11 12 13 14 15  Isaacs, I. Martin (2001). 《Geometry for College Students》. The Brooks/Cole Series in Advanced Mathematics (영어). Brooks/Cole. ISBN 0-534-35179-4.